# Channel One Cup 2010

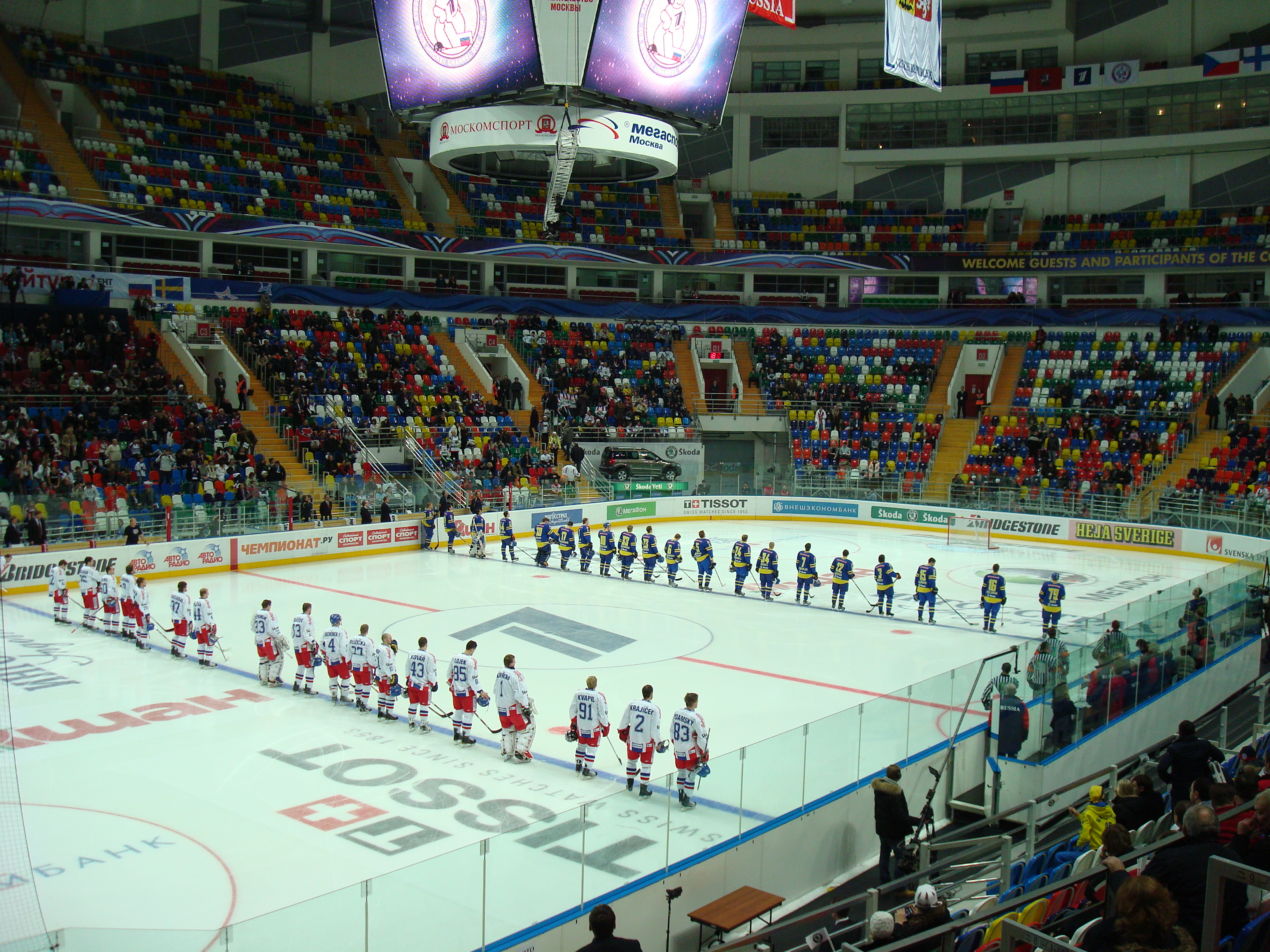
Tjeckien-Sverige

Channel One Cup 2010 spelades under perioden 16 - 19 december 2010, spelplatserna var Chodynka Arena i Moskva, Ryssland, samt en utbruten match i Hagalund, Esbo stad, Finland. Turneringen ingick som den andra delturneringen i Euro Hockey Tour 2010/2011. 
Ryssland vann turneringen före Tjeckien och Sverige, medan Finland slutade fyra.

## Tabell
| Lag      | S | V | ÖV | ÖF | F | GM | IM | MS  | P |
| -------- | - | - | -- | -- | - | -- | -- | --- | - |
| Ryssland | 3 | 3 | 0  | 0  | 0 | 14 | 6  | +8  | 9 |
| Tjeckien | 3 | 1 | 1  | 0  | 1 | 8  | 6  | +2  | 5 |
| Sverige  | 3 | 1 | 0  | 0  | 2 | 10 | 10 | 0   | 3 |
| Finland  | 3 | 0 | 0  | 1  | 2 | 5  | 15 | −10 | 1 |

## Resultat
| 16 december 2010 18:30 EET | Finland | 2 – 3 (0−1, 1−0, 1−1, 0−0, 0−1) | Tjeckien | Barona Areena, Esbo, Finland |

|  | |  | | Åskådare: 5 271                       |                                       |
|  | (39.40) Leo Komarov (Juha-Pekka Hytönen, Juuso Hietanen) (54.10) Mikko Lehtonen (Jere Karalahti, Iiro Tarkki) |  | (16.57) Marek Kvapil (Petr Koukal, Zbynek Irgl) (52.43) Martin Lojek (Jan Marek, Zbynek Irgl) (70.00) Marek Kvapil | Domare: Tobias Björk Christer Lärking | Domare: Tobias Björk Christer Lärking |

| 16 december 2010 20:00 MT | Sverige | 3 − 5 (0−1, 2−2, 1−2) | Ryssland | Chodynka Arena, Moskva, Ryssland |

|  |  |  |  | Åskådare: 9 875                  |
|  |  |  |  | Domare: Jyri Rönn, Tom Laaksonen |

| 18 december 2010 14:00 MT | Ryssland | 3 − 1 (2−1,1−0,0−0) | Tjeckien | Chodynka Arena, Moskva, Ryssland |

|  |  |  |  | Åskådare: 12 875 |  |
|  |  |  |  |                  |  |

| 18 december 2010 18:00 MT | Finland | 1 − 6 (1−2, 0−2, 0−2) | Sverige | Chodynka Arena, Moskva, Ryssland |

|  |  |  |  | Åskådare: 8 125                             |
|  |  |  |  | Domare: Vyacheslav Bulanov Anatoly Zakharov |

| 19 december 2010 14:00 MT | Ryssland | 6 − 2 (1−1, 5−0, 0−1) | Finland | Chodynka Arena, Moskva, Ryssland |

|  |  |  |  | Åskådare: 12 850                  |
|  |  |  |  | Domare: Milan Minar, Martin Frano |

| 19 december 2010 18:00 MT | Sverige | 1 – 4 (1−0, 0−2, 0−2) | Tjeckien | Chodynka Arena, Moskva, Ryssland |

|  |                                                          |  | | Åskådare: 6 850                           |                                           |
|  | (10.44) Dick Axelsson (Sebastian Erixon, Niklas Persson) |  | (26.30) Jakub Klepis (Tomas Rolinek, Jan Marek) (31.34) Ivan Rachunek (Martin Lojek) (46.20) Tomas Rolinek (Karel Rachunek) (57.14) Josef Vasicek | Domare: Konstantin Olenin, Alexey Ravodin | Domare: Konstantin Olenin, Alexey Ravodin |

## Poängligan
Not: SM = Spelade matcher, M = Mål, A = Assist, Pts = Poäng
| Spelare           | Land     | SM | M | A | Pts |
| ----------------- | -------- | -- | - | - | --- |
| Aleksej Morozov   | Ryssland | 3  | 2 | 3 | 5   |
| Aleksandr Radulov | Ryssland | 3  | 2 | 3 | 5   |
| Alexei Kaigorodov | Ryssland | 3  | 1 | 4 | 5   |
| Sergei Mozyakin   | Ryssland | 3  | 2 | 1 | 3   |
| Tomas Rolinek     | Tjeckien | 3  | 2 | 1 | 3   |
| Sebastian Erixon  | Sverige  | 3  | 2 | 1 | 3   |

## Utmärkelser

### Bästa spelare
Turneringens arrangörer röstade fram följande spelare:
- Bäste målvakt: Vasilij Kosjetjkin
- Bäste försvarsspelare:  Miroslav Blatak
- Bäste anfallsspelare:  Aleksandr Radulov

- MVP:  Aleksej Morozov